# Gerhard Kongehl
Gerhard Kongehl ist ein deutscher Diplom-Physiker und Experte für Datenschutz.
Kongehl promovierte mit einer Arbeit über die informationstheoretische Analyse des menschlichen Innenohrs. 1978 wurde er durch die Universität Ulm zum ersten Datenschutzbeauftragten Baden-Württembergs bestellt. 1983 erhielt er durch die Ulmer Hochschulen den ersten Lehrauftrag im Fach Datenschutz in Baden-Württemberg.
1987 war er Mitbegründer der Ausbildung zu fachkundigen Datenschutzbeauftragten nach dem Ulmer Modell, basierend auf dem Urteil zur Fachkunde von Datenschutzbeauftragten des Landgerichts Ulm.
1989 war er Gründungsmitglied und bis 2004 Bundesvorsitzender des Berufsverbandes der Datenschutzbeauftragten Deutschlands (BvD) e.V.
Seit 1993 ist Kongehl Professor für Datenschutz, Datensicherheit und Technikfolgenabschätzung der Fachhochschule Ulm.
Seit der Gründung 2004 ist Kongehl Gesellschafter, Geschäftsführer und wissenschaftlicher Leiter der Ulmer Akademie für Datenschutz und IT-Sicherheit, udis gGmbH.
Kongehl ist Herausgeber der im Haufe-Verlag erscheinenden Loseblattsammlung „Datenschutz-Management“.
Am 8. Oktober 2014 erhält Kongehl das Bundesverdienstkreuz für seine Verdienste um den Datenschutz, welches ihm im Januar 2015 in Ulm übergeben wurde.